# Нивы (Львовский район)
Нивы (укр. Ниви) — село в Рава-Русской городской общине Львовского района Львовской области Украины.
Население по переписи 2001 года составляло 207 человек. Занимает площадь 5,3 км². Почтовый индекс — 80320. Телефонный код — 3252.